# Ibrahim Malla
Ibrahim Malla (Damasco, 15 marzo 1971) è un fotografo siriano con cittadinanza italiana.

## Biografia
Ibrahim Malla è un fotografo umanitario siriano e italiano. Ha vinto 8 premi internazionali di fotografia e ha fondato la prima accademia di fotografia umanitaria al mondo: nel 2018 la International School of Humanitarian Photography in Serbia e nel 2020 la Humanitarian Photography Academy in Italia. È Ambasciatore di Buona Volontà per la Croce Rossa della Federazione di Bosnia ed Erzegovina, della Croce Rossa Ecuadoriana e della Croce Rossa Armena.
Ibrahim Malla ha ricevuto la Medaglia d’Argento al Merito della Croce Rossa Italiana e la Medaglia d’Oro all’Onore della Croce Rossa Armena.
L'8 maggio 2025 Ibrahim Malla è stato premiato all'Italian Teacher Award 2025 per il progetto Fotografia Umanitaria in inglese, per la speciale attenzione all'inclusione sociale e ai bisogni educativi speciali.